# Marcos Gracia
Marcos Gracia es un actor español que ha participado en numerosas series televisivas de su país. Interpretó a Dani en la última temporada de la exitosa producción Los hombres de Paco. También interpretó a Jaime, el hijo de Andrés Hernández Salvatierra, en la sexta temporada de la serie de La 1 Amar en tiempos revueltos.

## Biografía
Marcos Gracia Francés es un actor y bailarín nacido en Valencia, España.
Desde su infancia desarrolló un gran gusto e interés por el teatro, impulsando el primer grupo de teatro en el instituto de Onteniente, ciudad valenciana donde creció. Sus padres, Cecilio Gracia y Rosa Francés, no dudaron en permitirle, a la edad de 16 años, mudarse a la ciudad de Valencia donde desarrolló sus estudios de Marketing, actividad que compaginaba con su pasión por el teatro y la danza.
Durante ese periodo, sus padres también le permitieron viajar durante las vacaciones de verano a EE. UU., oportunidad que Marcos aprovechó para aprender el idioma y costumbres de un país que siempre ha admirado y con el que se ha sentido identificado en muchos aspectos. Tras cinco años, luego de terminar su grado en Marketing, dedicó la mayor parte de su tiempo a clases de danza y teatro. Se dio cuenta de que el teatro y la televisión eran donde se sentía más realizado y feliz, por lo que decidió mudarse a Madrid, donde se concentraban la mayoría de las oportunidades a nivel nacional.
Con 21 años, ganó rápidamente un puesto en el elenco de Javier Castillo, "Poty", coreógrafo y director de los artistas más influyentes del país, quien reconoció su talento y lo incluyó en numerosas producciones de televisión y giras de artistas por todo el país. También confió en él para formar parte del grupo Upa Dance, líder de masas juveniles en aquel momento. Siempre compaginaba su carrera como bailarín profesional en televisión y giras de cantantes con su formación como actor.
Marcos, siempre humilde y fiel a sus raíces, aprovechaba su tiempo libre para regresar a Onteniente, reunirse con antiguos compañeros y organizar cursos, charlas y actividades para fomentar el teatro y la danza, dada la poca proyección que ambas disciplinas artísticas tenían en su ciudad natal, algo que siempre lo motivaba a regresar, reconociendo el talento de los jóvenes que participaban en sus cursos y charlas. A los 23 años, decidió que era hora de enfocarse en su carrera como actor y comenzó a presentarse a audiciones para diversos programas de televisión. Fue entonces cuando Luka Yesi, coreógrafo y director internacional, lo propuso como bailarín para una serie de televisión, para la cual tuvo que realizar una prueba de actuación. Esta prueba impresionó tanto a los productores que decidieron darle uno de los papeles protagonistas en la serie juvenil 18, la serie. Este proyecto marcó un antes y un después en la carrera profesional de Marcos, convirtiéndose en una cara conocida en el panorama televisivo y atrayendo la atención de Luis San Narciso, director de casting de la prestigiosa productora Globomedia.
Marcos rápidamente se destacó en una de las series más exitosas del país y América Latina, "Los hombres de Paco".
Comprometido siempre con la sociedad, nunca dejó de colaborar en proyectos humanitarios, como sus visitas a la cárcel de Madrid, donde organizaba eventos deportivos con los presos o actividades de motivación en el centro de "Mental Disabilities" de Gandía.
Al año siguiente, en 2010, confiaron en él para interpretar a uno de los protagonistas de la serie líder de audiencia en la sobremesa, tanto en España como en América Latina, Amar en tiempos revueltos.

## Filmografía

### Personajes Fijos
- Amar en tiempos revueltos como Jaime (6ª y 7ª temporada)
- Los hombres de Paco Daniel Andradas "Dani" (2009-2010).
- 18, la serie como Manuel "Manu" Solís (2008-2009).

### Personajes episódicos
- Los misterios de Laura (2014)
- Los hombres de Paco (2009)
- La tira  (2010)
- Aída (2009)
- Escenas de matrimonio (2009)

### Programas De Televisión
- Muchachada Nui